# Mürzsteg
Mürzsteg è una frazione di 565 abitanti del comune austriaco di Neuberg an der Mürz, nel distretto di Bruck-Mürzzuschlag (Stiria). Già comune autonomo, il 1º gennaio 2015 è stato aggregato a Neuberg an der Mürz assieme agli altri ex comuni di Altenberg an der Rax e Kapellen. Da questo paese prende il nome il massiccio montuoso delle Alpi di Mürzsteg.